# Monti Sopron
I Monti Sopron (ungherese: Soproni-hegység, tedesco: Ödenburger Gebirge) sono un gruppo montuoso delle Prealpi orientali di Stiria. Si trovano nella regione dell'Alpokalja, nell'Ungheria nord-occidentale ai confini con l'Austria. Il punto più alto è il monte Magasbérc con 558 m.s.l.m.

## Geografia
I Monti Sopron occupano un'area di circa 50 km² ad ovest della città di Sopron lungo il confine con la regione austriaca del Burgenland.
La struttura geologica delle montagne è collegata a quella delle Alpi. Il clima generale è di tipo subalpino, caratterizzato quindi da estati non troppo calde, inverni relativamente delicati e pioggia abbondante.
Gli alberi predominanti in  grande parte della montagna sono i faggi, i carpini e le querce, misti con olmi, frassini e aceri verso le parti più basse.
Nel territorio dei monti Sopron è presente un'area naturale protetta che fa parte del Parco Nazionale di Fertő-Hanság.
Le città e paesi più significativi della regione sono:
- Sopron
- Brennergbánya